# Candela Francisco
Candela Belén Francisco Guecamburu (nascida em 14 de agosto de 2006) é uma enxadrista argentina que detém o título de Mulher Grande Mestre (WGM). Ela é a campeã mundial júnior feminina de 2023

## Carreira
Candela foi campeã feminina argentina juvenil na categoria sub-12 em 2017, na divisão sub-14 em 2019 e na divisão sub-16 em 2021 e 2022.
Em 2018, Candela conquistou seu primeiro título Pan-Americano em Santiago, Chile, aos 11 anos.
Em 2023, sagrou-se campeã continental. No mesmo ano venceu o Campeonato Mundial Júnior Feminino sendo a primeira mulher na história argentina a conquistar tal título.. 
Em julho de 2023 participou da Copa do Mundo de Xadrez feminino de 2023, eliminando na primeira rodada a WIM chilena Javiera Belén Gómez Barrera, mas foi eliminada pela Grande Mestre chinesa Zhu Jiner.
Em 6 de maio de 2025, venceu o Campeonato Continental Feminino. 